# Base aérea de Al Minhad
A Base Aérea de Al Minhad (em árabe: قاعدة المنهاد الجوية‎) (IATA: NHD, ICAO: OMDM) é uma base aérea estritamente militar nos Emirados Árabes Unidos. Com uma única pista de 45 metros de largura e 4 quilómetros de comprimento, toda em asfalto, a base está localizada a 24 km a sul da cidade de Dubai e é operada pela Força Aérea dos Emirados Árabes Unidos.
Esta é uma das bases onde vários países operam as suas aeronaves e iniciam missões de combate, tendo como alvo o Estado Islâmico, o combate à pirataria no golfo pérsico e outras missões militares.